# Kaos GL
Kaos GL, pełna nazwa to Stowarzyszenie Badań Kulturowych i Solidarności Gejów i Lesbijek „Kaos” (tur. Kaos Gey ve Lezbiyen Kültürel Araştırmalar ve Dayanışma Derneği) – turecka organizacja działająca na rzecz osób LGBT+ i praw człowieka w Turcji. Założona została w 1994 i jest jedną z najstarszych oraz największych organizacji tego typu w kraju.

## Historia i działania
W 2005 Kaos GL została pierwszą turecką organizacją LGBT+, którą prawnie zarejestrowana jako stowarzyszenie, po tym, jak wicegubernator Ankary odwołał się od jej wniosku. Od początku istnienia organizacja wydaje czasopismo „KAOS GL” (obecnie kwartalnik). Grupa prowadzi Centrum Kultury KAOS, w którym odbywają się zajęcia kulturalne, spotkania i pokazy filmów. W centrum znajduje się również biblioteka historii LGBT+.
Kaos GL jest częścią Kongresu Ludowo-Demokratycznego, który zrzesza lewicowe organizacje działające na terenie Turcji.